# Trans-Atlantic Business Council
De Trans-Atlantic Business Council (TABC) is een lobbygroep van meer dan 70 multinationals met hoofdzetel in de Verenigde Staten of Europa. Een strategisch programma binnen de TABC is de Transatlantische Bedrijvendialoog (TransAtlantic Business Dialogue, TABD). De TABC heeft contactpunten in Washington en Brussel. De TABC claimt de enige officieel erkende trans-Atlantische bedrijfsorganisatie te zijn inzake handel en investeringen.
De TABC neemt ook geregeld deel aan ad hoc meetings over handelsrelaties met de Europese Commissie.

## TransAtlantic Business Dialogue (TABD)
De Trans-Atlantische Bedrijvendialoog (TransAtlantic Business Dialogue, TABD) werd in 1995 opgericht door de regering van de Verenigde Staten en de Europese Unie als het officiële overlegorgaan van het Europese en Amerikaanse bedrijfsleven met de ambtenaren op het gebied van handel en investeringen. Het doel van de TABD bestaat erin op het hoogste niveau een permanente dialoog op gang te brengen tussen ondernemingen en regeringen.
De eerste TABD conferentie werd in 1995 gehouden in het Spaanse Sevilla, en leidde tot de oprichting van werkgroepen inzake standaarden en regulering, vrijmaking van de handel, investeringen, en relaties met derde landen. Het was de eerste maal dat de privé-sector officieel betrokken werd bij het tot stand komen van gezamenlijk Europees-Amerikaans overheidsbeleid. De conferentie in Sevilla werd bijeengeroepen door VS-minister van handel Ronald Brown en EU-commissaris en vicevoorzitter Leon Brittan en EU-commissaris Martin Bangemann, en betekende dan ook een mijlpaal in de trans-Atlantische handelsrelaties.
Sedertdien levert de TABD voortdurend input over een aantal handelskwesties zoals financiële diensten, grondstoffen en recyclage, en eMobility.  Sedert 2007 biedt de TABD naar eigen zeggen aan de aangesloten CEO's ook rechtstreekse toegang tot de Transatlantic Economic Council (TEC), het officiële economische overlegorgaan tussen de regering van de VS en de Europese Unie. In januari 2013 werd een bijeenkomst van de TABD gehouden in de marge van het World Economic Forum te Davos.

## Geschiedenis
De TABC werd op 1 januari 2013 opgericht, door samenvoeging van het in 1995 opgerichte TransAtlantic Business Dialogue (TABD) en de European-American Business Council (EABC), op zijn beurt de opvolger van de in 1989 gestichte European Community Chamber of Commerce in the United States.

## Leden van de TABC
De ledenlijst  van de TABC omvat een aantal belangrijke multinationals:
- AIG
- Applied Materials
- ASTM
- AT&T
- Audi AG
- BASF
- BBVA
- BDO
- British American Tobacco
- BT
- Chevron Corporation
- Cisco Systems
- Cognizant
- Covidien
- Covington & Burling LLP
- Deloitte
- Deutsche Bank
- Deutsche Telekom
- EABO
- Electrolux
- ENI
- Ericsson
- Expander Business Consulting
- Experian
- Exxon Mobil Corporation
- EY
- Ford Motor Company
- Fragomen
- Grant Thornton
- Heitkamp & Thumann Group
- Hogan Lovells
- Intel
- Johnson Controls
- K&L Gates LLP
- KPMG
- Kreab
- Lilly
- Merck & Co., Inc.
- NASDAQ
- NCR
- Oracle
- Pfizer
- Philip Morris International
- PwC
- Qualcomm
- Red Hat
- SAAB Group
- SAP
- Siemens
- SKF
- Statoil
- Telecom Italia
- Telefónica
- Texas Instruments
- Umicore
- Underwriters Laboratories
- Verisign
- Verizon
- Wärtsilä Corporation